# Batdance
Batdance ist ein Lied des US-amerikanischen Musikers Prince. Es erschien im Juni 1989, ist Teil des Soundtracks zu Batman, avancierte als Single zum weltweiten Nummer-eins-Hit und Millionenseller.

## Entstehung und Veröffentlichung
Das 6:13 Minuten lange (Singleversion 4:06 Minuten) Lied wurde vom Interpreten selbst getestet, komponiert und produziert. Obwohl das Lied Samples von Neal Heftis Batman Theme (1966) beinhaltet, ist Prince alleiniger Urheber des Stücks.
Die Erstveröffentlichung von Batdance erfolgte als Single am 6. Juni 1989 bei Warner Bros. Records. Diese erschien in verschiedenen Ausführungen, unter anderem als 3″-CD-Single (Katalognummer: 921 272-2) und 7″-Single (Katalognummer: 922 924-7) mit je der B-Seite 200 Balloons oder als 12″-Maxi-Single, die zwei Remix zu Batdance und 200 Balloons beinhaltet (Katalognummer: 0-21257). Am 16. Juni 1989 erschien das Lied als Teil des Soundtracks zu Batman. Im September 2016 erschien das Lied auch auf der Kompilation 4Ever.

## Musikvideo
Bei dem Musikvideo führte Albert Magnoli Regie. Im Video erscheint Prince sowohl selbst als auch in Gestalt eines Bösewichtes, nebenbei sieht man auch Tänzer, die wie die Figuren Batman, Joker und Vicky Vale gekleidet sind.

## Kommerzieller Erfolg

### Chartplatzierungen
Batdance avancierte unter anderem in Kanada (1 Woche), Neuseeland (4 Wochen), Norwegen (2 Wochen), der Schweiz (4 Wochen) und den Vereinigten Staaten (1 Woche) zum Nummer-eins-Hit. Darüber hinaus erreichte es die Top 10 in Australien und dem Vereinigten Königreich (je Rang 2), Belgien, Frankreich und Schweden (je Rang 5) oder auch in Deutschland (Rang 10).
| ChartsChartplatzierungen       | Höchstplatzierung | Wochen |
| ------------------------------ | ----------------- | ------ |
| Deutschland (GfK)              | 10 (19 Wo.)       | 19     |
| Österreich (Ö3)                | 17 (14 Wo.)       | 14     |
| Schweiz (IFPI)                 | 1 (16 Wo.)        | 16     |
| Vereinigtes Königreich (OCC)   | 2 (12 Wo.)        | 12     |
| Vereinigte Staaten (Billboard) | 1 (18 Wo.)        | 18     |

| ChartsJahrescharts (1989)      | Platzierung |
| ------------------------------ | ----------- |
| Deutschland (GfK)              | 49          |
| Schweiz (IFPI)                 | 10          |
| Vereinigtes Königreich (OCC)   | 55          |
| Vereinigte Staaten (Billboard) | 44          |

### Auszeichnungen für Musikverkäufe
| Land/Region                  | Auszeichnungen für Musikverkäufe (Land/Region, Auszeichnung, Verkäufe) | Verkäufe  |
| ---------------------------- | ---------------------------------------------------------------------- | --------- |
| Australien (ARIA)            | Gold                                                                   | 35.000    |
| Neuseeland (RMNZ)            | Gold                                                                   | 10.000    |
| Vereinigtes Königreich (BPI) | Silber                                                                 | 200.000   |
| Vereinigte Staaten (RIAA)    | Platin                                                                 | 1.000.000 |
| Insgesamt                    | 1× Silber · 2× Gold · 1× Platin ·                                      | 1.245.000 |

Hauptartikel: Prince/Auszeichnungen für Musikverkäufe

## Coverversionen (Auswahl)
Einige Musiker aus den unterschiedlichsten Genres veröffentlichten Coverversionen von Batdance auf Tonträger; beispielsweise existieren Versionen von:
- 1989: Allen Toussaint Orchestra
- 1991: Milli Vanilli – Keep on Running
- 2009: Colby O’Donis